# Filialkirche Potschach

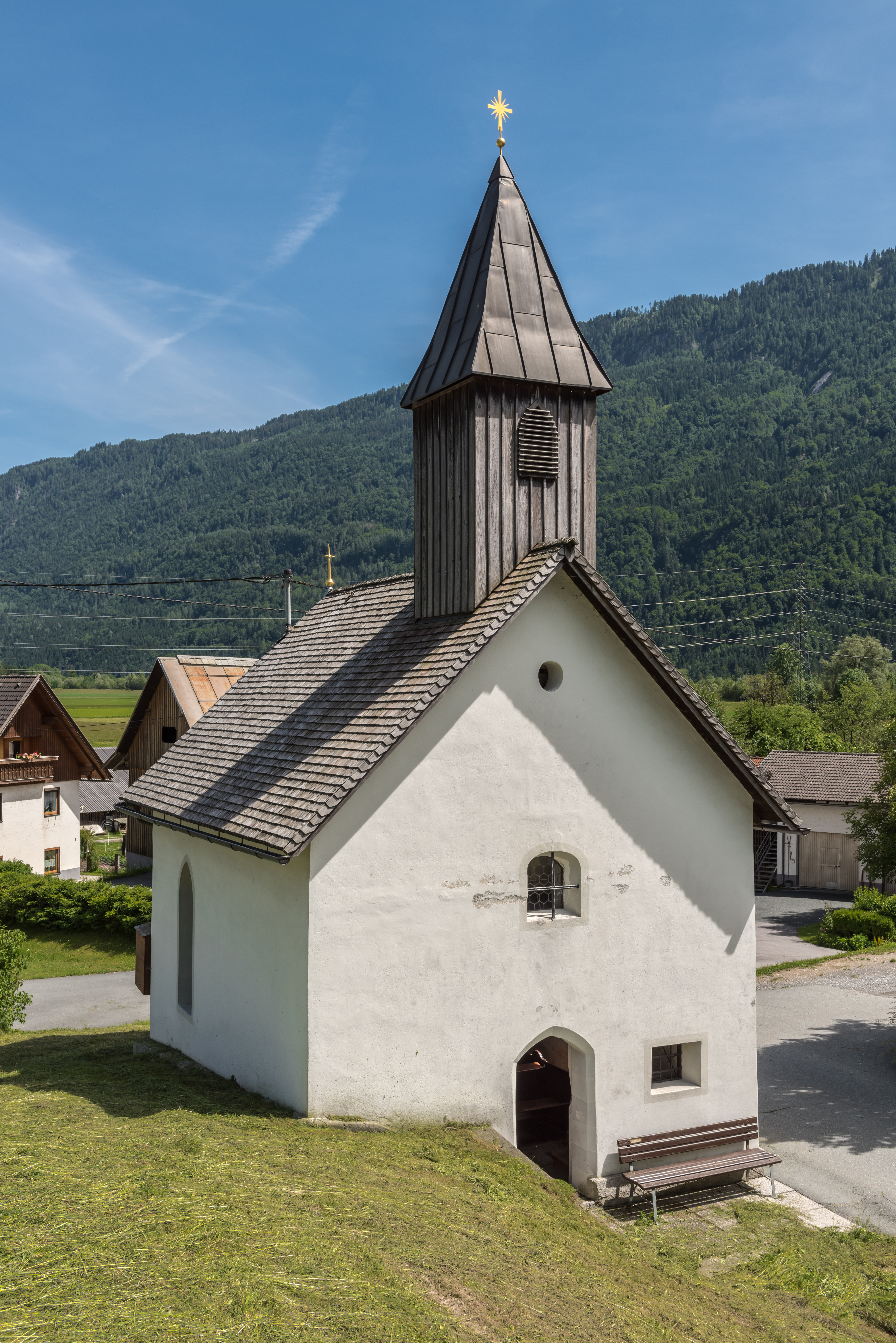

Die römisch-katholische Filialkirche Potschach in der Gemeinde Hermagor ist Maria geweiht und gehört zur Pfarre Egg. Eine Kapelle in Potschach/Potoče wurde nach 1750 erstmals urkundlich erwähnt.

## Beschreibung
Das heutige Gotteshaus ist ein 1864 errichteter neugotischer Bau. Die Kirche besteht aus einem Langhaus mit eingezogenem Fünfachtelchor und einem westlichen Dachreiter. Die Fenster und das Westportal sind spitzbogig ausgeführt.
Im Inneren erhebt sich ein Tonnengewölbe mit Stichkappen über Konsolen.
Der spätbarocke Altar von 1724 stand ursprünglich in Fritzendorf. Er setzt sich aus einer Ädikula mit gestaffelter Doppelsäulenstellung und seitlichen Ohren mit üppigen Akanthusranken zusammen. In der Rundbogennische trägt er eine Marienfigur und im Aufsatz die Skulptur Gottvaters.